# Masahiro Sakurai
Masahiro Sakurai (桜井 政博 Sakurai Masahiro?), född 3 augusti 1970 i Tokyo, Japan, är en TV-spelsregissör och -designer, framför allt känd för sitt skapande av och arbete i Kirby- och Super Smash Bros.-serierna. Han är en regelbunden kolumnist i datorspelstidningen Famitsu, och grundade 2005 sitt eget företag Sora Ltd. Sakurais senaste spel är Super Smash Bros. Ultimate till Nintendo Switch.

## Arbeten
- 1992 – Kirby's Dream Land
- 1993 – Kirby's Adventure
- 1993 – Kirby's Pinball Land
- 1995 – Kirby's Block Ball
- 1996 – Kirby Super Star
- 1999 – Super Smash Bros.
- 2001 – Super Smash Bros. Melee
- 2002 – Kirby: Nightmare in Dream Land
- 2003 – Kirby Air Ride
- 2004 – Kirby & the Amazing Mirror
- 2005 – Meteos
- 2005 – Kouchuu Ouja: Mushiking – Greatest Champion e no Michi[3]
- 2008 – Super Smash Bros. Brawl
- 2012 – Kid Icarus: Uprising
- 2014 – Super Smash Bros. for Nintendo 3DS och Wii U
- 2018 – Super Smash Bros. Ultimate